# Masia de Can Casadellà
La Masia de Can Casadellà és una obra de Mieres (Garrotxa) protegida com a Bé Cultural d'Interès Local.

## Descripció
Can Casadellà està situada a l'entrada de la Vall de Sant Andreu de Ruïtlles, els peus de la Serra de Finestres. És de planta rectangular i teulat a dues aigües amb els vessants vers les façanes principals. Disposa de baixos, antigament destinats al bestiar, primer pis, amb finestres rectangulars fetes amb carreus molt ben tallats i menudes golfes superiors. Aquesta masia és objecte d'una acurada restauració. Can Casdellà fou bastida amb pedra menuda del país, llevat dels carreus emprats per fer les cantonades i algunes de les seves obertures. Hi ha dues llindes amb inscripcions, resen així: la primera "1738" i la segona "17 CHRISTOFOR CASAD 81/ ELLA".